# 정민우 (축구 선수)
정민우(1992년 12월 1일 ~ )는 대한민국의 축구 선수이며 포지션은 공격수이다. 현재 FC 목포에서 활약하고 있다.

## 클럽 경력
호남대학교를 거쳐 2014년 K리그 챌린지 수원 FC에 입단하였다. 시즌 전 10차례의 연습 경기에서 6골을 기록하는 좋은 활약을 펼쳤고 3월 22일 대전 시티즌과의 리그 개막전에서 데뷔전 데뷔골을 기록하였다.
2015년 12월 2일 부산 아이파크와의 승강 플레이오프 1차전서 선취 득점을 기록하며 팀의 K리그 클래식 승격에 공헌하였다.
2017년 1월 11일 대전 시티즌으로 이적하였다. 4월 15일 부천 FC전을 통해 대전 입단 후 첫 골을 성공시켰으며, 8월 23일 경남 FC전을 통해 대전 입단 후 첫 멀티골을 기록하였다. 8월 27일 성남 FC전에서도 골을 기록하며 두경기 연속골을 기록하였다.
2018년 여름 이적시장에서 경주 한국수력원자력에 입단했다.
2019시즌을 앞두고 K3리그의 시흥 시민축구단에 입단했다. 2019년 3월 30일 열린 충주 시민축구단과의 경기에서 멀티골을 기록하며 팀의 2-0 승리를 이끌었다.
2021시즌을 앞두고 K3리그의 대전 한국철도 축구단에 입단했다.